# L'Ange de la nuit (film)
Pour les articles homonymes, voir L'Ange de la nuit.
Pour plus de détails, voir Fiche technique et Distribution.
L'Ange de la nuit est un film français en noir et blanc réalisé par André Berthomieu en 1942, sorti en 1944.

## Synopsis
Un jeune sculpteur préside aux destinées d'un club d'étudiants où vient échouer, un soir, une jeune fille à la misère. Le trésorier de l'association s'éprend de la jeune fille qui le lui rend bien. La guerre. Le sculpteur en revient aveugle. Par reconnaissance, la jeune fille l'épouse et lui rend confiance en son talent ; par discrétion, le trésorier s'efface.

## Fiche technique
- Réalisation : André Berthomieu, assisté de Georges Jaffé
- Scénario, adaptation et dialogues : André Obey, d’après la pièce Famine Club de Marcel Lasseaux
- Images : Jean Bachelet
- Son : Pierre Calvet
- Musique : Maurice Thiriet et Roger Roger
- Décors : Lucien Aguettand et Raymond Nègre
- Montage : Jeannette Berton
- Production : Pathé Cinéma
- Chef de production : Georges Tabouillaud
- Format :  Noir et blanc - 35 mm - Son mono
- Pays de production :  France
- Durée : 95 minutes
- Genre : Drame
- Date de sortie : 
  - France : 19 janvier 1944

## Distribution
- Michèle Alfa : Geneviève, la jeune fille à la misère
- Jean-Louis Barrault : Jacques Martin, le jeune sculpteur
- Henri Vidal : Bob, le trésorier
- Gaby Andreu : Simone
- Claire Jordan : Claudie
- Lydie Valois : Janine
- Cynette Quero : Hélène
- Yves Furet : Hugues
- Manuel Gary : Roland
- Albert Morys: François
- Pierre Larquey : le père Heurteloup
- Alice Tissot : Mme Robinot
- Michèle Berger
- Mia Delphie : Monique
- Henri Delivry
- Solange Delporte : Odette
- Jacques Dynam : Raoul, un élève de droit (non crédité)
- Suzanne Flon
- René Fluet : Pierre
- Anne Iribe : Yvette
- Marie Leduc
- Marcel Mouloudji : un étudiant (non crédité)
- Henri Niel
- Georges Patrix
- José Quaglio
- Millette Rorest
- Simone Signoret : une étudiante (non créditée)
- Marie-Thérèse Teng
- Roger Vincent
- Annie Lancel
- Jacques Munier
- Roland Fersen
- Bernard La Jarrige
- Charles Texier
- Foltz
- Tassel
- Robert Didry
- Georges Aminel
- Joe Davray
- Pierre Ringel